# Calliostoma belauense
Calliostoma belauense là một loài ốc biển, là động vật thân mềm chân bụng sống ở biển thuộc họ Calliostomatidae.
Some authors place this taxon in the phân chi Calliostoma (Fautor)

## Phân bố
Chúng phân bố ở [[Thái Bình Dương Ocean along quần đảo Palau.